# Helena van Hongarije
Helena van Hongarije ook bekend als Ilona (circa 1158 - 25 december 1199) was van 1177 tot 1194 hertogin-gemalin van Oostenrijk en van 1192 tot 1194 hertogin-gemalin van Stiermarken. Ze behoorde tot de Árpáden-dynastie.

## Levensloop
Ze was een dochter van koning Géza II van Hongarije en Euphrosina van Kiev, dochter van grootvorst Mstislav I van Kiev. Er is zeer weinig geweten over het precieze leven van Helena of hoe haar karakter was.
Op Pinksteren 1174 huwde ze met Leopold V van Oostenrijk, die vanaf 1177 hertog van Oostenrijk en vanaf 1192 hertog van Stiermarken was. Dit huwelijk diende om het koninkrijk Hongarije meer naar het westen te oriënteren om zo de expansiepolitiek van keizer Manuel I Komnenos van het Byzantijnse Rijk tegen te gaan. Helena en Leopold kregen volgende kinderen:
- Frederik I (1175-1198), van 1194 tot 1198 hertog van Oostenrijk
- Leopold VI (1176-1230), van 1194 tot 1230 hertog van Stiermarken en van 1198 tot 1230 hertog van Oostenrijk
- Agnes
- Bertha

Eind 1194 overleed Leopold V aan de gevolgen van een ongeval met zijn paard. Helena overleefde haar man vijf jaar en stierf zelf in 1199. Ze werd naast haar man begraven in de Stift Heiligenkreuz.